# 托马斯·黑尔斯
托马斯·克里斯特尔·黑尔斯 （英語：Thomas Callister Hales，1958年6月4日—），美国数学家，致力于朗兰兹纲领的研究工作。他在基本引理的研究方面是非常出名的，并且证明了Sp(4)的一种特殊情况。由于吴宝珠，他的许多构想被纳入了最后的证明。他因于1998年使用電腦協助證明克卜勒猜想而知名，开普勒猜想是几个世纪以来在离散几何方面的一个古老问题，该猜想说明了在一个锥体形状中最有效利用空间的方法为最密堆积。同时黑尔斯也证明了蜂窝猜想。

## 教育背景
他于普林斯顿大学获得博士学位。

## 数学生涯
黑尔斯原来在密西根大学任教，现于匹兹堡大学梅隆数学家大学教授任教，在一个证明正在逐渐变得复杂而且计算机正在成为完成验证的必要方式的时代，他主张数学正规化以确保证明严格。黑尔斯当前研究项目的方向，被称为小斑点，他旨在正规化开普勒猜想在计算机理论上的证明HOL光。